# Werner Reiss
Werner Reiss (* 1941 in Wien; † 25. September 2024 ebenda) war ein österreichischer katholischer Theologe, Jurist und Philosoph.

## Leben
Werner Reiss schloss 1963 sein Studium der Rechtswissenschaften ab. Er trat in den Jesuitenorden ein und begann ein Studium der Philosophie (1971 Promotion zum Dr. theol. an der Universität Innsbruck).
Er leitete das Internationale Kulturzentrum der Caritas, er war als Lektor für Politische Theorie des 20. Jahrhunderts an der Universität Wien und als Dozent für Philosophie der Künste an der Wiener Kunstakademie tätig.
Daneben unterrichtete er als Lehrer an mehreren technischen berufsbildenden Mittelschulen (HTL). Ab Mitte der 1990er Jahre war er Rektor der Johannes-Nepomuk-Kapelle am Wiener Währinger Gürtel.
Werner Reiss war, neben seiner Tätigkeit als Rektor, geistlicher Assistent des katholischen Akademieverbandes Österreichs, Präses der Kolpingfamilie Wien-Währing und Obmann des Vereins Kulturbogen.
Reiss verstarb am 25. September 2024 in Wien.

## Publikationen
- Paulus, Apostel – Stärke in der Schwachheit. Steyl-SVD, [1984?] (Tonkassette).
- Otto Mauer: Das geschundene Reich Gottes. Theologische Reden. Hrsg. und kommentiert von Werner Reiss. Hora, Wien 1993, ISBN 3-213-00018-3.
- Neue Legenden in biblischer Handschrift. Plattform, Perchtoldsdorf 2014, ISBN 978-3-9503682-1-5.
- Am Rande des Lachens: Eine Woche lustvoller Philosophie. Plattform, Perchtoldsdorf 2016, ISBN 978-3-9503682-6-0.
- Ich und Wir - Kompetenz und Meisterschaft. Plattform, Perchtoldsdorf 2019, ISBN 978-3-9503683-6-9.
- Ja, aber - Der freie Wille. Plattform, Perchtoldsdorf 2020, ISBN 978-3-9503683-9-0.
- Das Ding in sich - Philosophische Wege zu einem neuen Realismus. Plattform, Perchtoldsdorf 2021, ISBN 978-3-9504954-2-3.
- Fastenkunst - Kunst in der St.Johannes Nepomuk-Kapelle von Otto Wagner am Gürtel in Wien. Plattform, Perchtoldsdorf 2021, ISBN 978-3-9504954-0-9.
- Millenium - Das Evangelium in Phrasen. Plattform, Perchtoldsdorf 2022, ISBN 978-3-9504954-6-1.
- Der Augenschein. Plattform, Perchtoldsdorf 2023, ISBN 978-3-9505332-6-2.
- Die Lebenswelt und ihre Grenzen. Plattform, Perchtoldsdorf 2024, ISBN 978-3-9505526-1-4.

## Auszeichnungen
- 2005: Goldenes Ehrenzeichen der Stadt Wien[5]